# Automobilelektronik
Automobilelektronik umfasst den gesamten Bereich der Elektronik im Kraftfahrzeug. Dazu gehören die Steuergeräte, die im Fahrzeug verteilt sind. An die Elektronik im Fahrzeug werden besondere Ansprüche bezüglich Robustheit, Temperaturbereich, Schwingungs- und Stoßfestigkeit sowie Zuverlässigkeit gestellt. Die Entwicklung der Steuergeräte hat seit den 1990er Jahren zusammen mit der Zunahme der Leistung der Mikroprozessoren eine rasante Entwicklung genommen.

## Beispiele elektronischer Anwendungen im Fahrzeug
- Kombiinstrument (dient zur Anzeige der Daten im Auto)
- Motorsteuerung mit Ansteuerung der Zündanlage oder des Einspritzsystems
- Antiblockiersystem und Fahrdynamikregelung
- Airbag (Elektronik erkennt Kollision und löst den Airbag aus)
- Body Control Unit
- Fahrerassistenzsysteme
- Autoalarmanlagen
- Multimediageräte (Navigationssystem, TV-Tuner u. a.)

## Datenkommunikation zwischen den Steuergeräten
Inzwischen sind in jedem neuen Mittelklassemodell mehr als 20 Steuergeräte verteilt, die über CAN-Bus, LIN-Bus oder andere fahrzeugspezifische Bussysteme miteinander kommunizieren. Im Vollausbau des Oberklassesegmentes schlägt sich die Bedeutung der Automobilelektronik besonders nieder – dort findet man bisweilen bis zu 80 Steuergeräte, 3000 m Leitungen und 3800 Kontaktierungen. Allerdings ist es auch diese Komplexität heutiger Fahrzeuge, die immer wieder Ausfälle und Fehlfunktionen verursacht.

## Anforderungen an elektronische Bauteile
Elektronische Bauteile für Motoranbau müssen für einen Temperaturbereich von −40 bis 125 °C spezifiziert sein. Für andere Bereiche wie dem Innenraum wird ein Temperaturbereich von −40 bis 85 °C vorgegeben. Bei vielen Chip-Herstellern gibt es eine eigene Rubrik für ICs die im Automobilbau verwendet werden dürfen.